# Bölcske
Bölcske là một thị trấn thuộc hạt Tolna, Hungary. Thị trấn này có diện tích 58,78 km², dân số năm 2010 là 2869 người, mật độ 49 người/km².